# 明君
〈明君〉，古琴曲，全曲十二段。現存曲譜中僅見於《西麓堂琴統》卷二十五。今有琴家成公亮、姚丙炎打譜演奏的版本。

## 解題
《西麓堂琴統》：「漢武時有異人，抱琴名空山，行市中，群見從之百許，夕昧所向，旦則復來。帝聞召之，長揖不敘。令鼓琴作〈明君〉操，時有群鹿突入殿庭，曲終一鹿啣琴，跨之而去。」。

## 絃式
「間弦調」：慢三絃、緊五絃。

## 演奏版本
- 成公亮打譜並演奏。[3][4]
- 姚丙炎打譜並演奏。[5][6]

## 外部連結
- YouTube上的〈明君〉 ，成公亮演奏，收錄於《如是寧靜》（页面存档备份，存于）